# Vše, co vím o lásce
Vše, co vím o lásce (v originále Everything I Know About Love) je spis britské novinářky Dolly Aldertonové, která v něm kombinuje autobiografické prvky a náhled na sex.

## O knize
Děj popisuje příběh autorčina vývoju, jak dospívá z holky, přes slečnu, až po ženu. Kniha je uspořádána do kapitol podle věku autorky, jež vypráví, co věděla o lásce jako teenager, v jednadvaceti, v pětadvaceti, v osmadvaceti a ve třiceti letech. Tyto myšlenky novinářky jsou doplněné historkami o tom, jak se zamilovala, jak hledala práci, jak se s ní rozcházeli. Je to kniha o špatných rande a dobrých přátelích.
V roce 2022 byla kniha využita jako předloha pro televizní seriál Everything I Know About Love.

## Česká vydání
- Vše, co vím o lásce. Brno: MOBA 2020, přeložila Agáta Hamari.